# 박홍춘 환도
박홍춘 환도는 울산광역시 남구, 울산박물관에 있는 조선시대의 검이다. 2013년 8월 16일 울산광역시의 유형문화재 제29호로 지정되었다.

## 개요
울산의 임진왜란 의병장인 울산박씨 박홍춘(1537~1601)이 사용하던 칼과 칼집이며, 대대로 후손에게 전래되어 왔다가 2010년 8월 후손 박인우씨가 부북일기(울산시 유형문화재 제14호)와 함께 울산박물관에 기증하였다.
주조 및 형상 등에서 조선 중기 칼의 특징을 가지고 있으며, 칼을 차는데 필요한 끈목만 결실되고, 사용에 따른 마모와 산화가 있을 뿐 완전한 형태를 갖추고 있다.
조선시대 일반적인 환도보다 크기가 약간 크나 조선 중기 임진왜란으로 인한 도검의 변화양식을 잘 보여준다.
전체적으로 경상좌도 조선중기에 제작 사용된 소지자의 성명이 전해지는 칼이므로 그 가치가 있다.

## 같이 보기
- 부북일기

## 참고 자료
- 박홍춘 환도 - 국가유산청 국가유산포털